# Pásmový turnaj v šachu
Pásmový turnaj v šachu  byl součástí cyklu boje jednotlivců o titul mistra světa v šachu. 
Celý cyklus se skládal z následujících částí (v současné době je aplikován jiný systém):
1. Pásmový turnaj
2. Mezipásmový turnaj
3. Turnaj kandidátů
4. Zápas o titul mistra světa v šachu

Pásmové turnaje byly pořádány v kategorii muži od roku 1947, v kategorii ženy od roku 1954 a to v ročních až čtyřročních intervalech. Hrály se dle geografického rozčlenění jednotlivých členských zemí Mezinárodní šachové federace a to v 13 pásmech. Právo účasti v pásmových turnajích měli velmistři a mistři v daných zemích či další hráči dle rozhodnutí místních šachových svazů. Počet postupujících hráčů do mezipásmových turnajů mistrovství světa byl určován FIDE dle kvality účastníků v jednotlivých pásmových turnajích. 